# Le Rénovateur
Le Rénovateur là tờ báo tiếng Pháp duy nhất ở Cộng hòa Dân chủ Nhân dân Lào (Lào). Tờ báo này do cơ quan chuyên môn của Bộ Thông tin và Văn hóa là Báo chí Ngoại văn Lào xuất bản hàng tuần. 
Tờ báo thành lập vào năm 1998 sau khi chính phủ cộng sản quyết định khởi đầu một chính sách mới nhằm mở cửa đất nước. Ban đầu tờ báo nhận được sự hỗ trợ từ Agence intergouvernementale de la Francophonie, một tổ chức quốc tế quảng bá tiếng Pháp, đặc biệt là ở châu Phi và Đông Nam Á. Tổng biên tập đầu tiên là Douangta Manokoun cùng với sự trợ giúp từ cố vấn người Pháp là Michel Leroy. FrancoNet Canada đã giúp tờ báo này xuất bản trực tuyến kể từ ấn bản thứ 200. Trung tâm Văn hóa Pháp Viêng Chăn trả tiền cho nhân viên sửa những bài báo do các nhà báo Lào viết. 
Le Rénovateur đôi khi được mô tả như một tờ báo tuyên truyền của phe đối lập sống ở nước ngoài. Năm 2003, Le Rénovateur cho đăng bài phỏng vấn ông Phivath, luật sư của Thierry Falise và Vincent Reynaud, hai nhà báo châu Âu bị bắt giam vì họ đang điều tra các báo cáo về cuộc chiến giữa Quân đội Lào và người dân tộc H'Mông của đất nước này trong vùng rừng rậm thuộc đặc khu Saysomboun. Các cuộc phỏng vấn đều bị chính phủ kiểm duyệt, nhưng lại nhận được Giải thưởng Prix de la libre expression (Giải Tự do Ngôn luận), do Liên minh Pháp ngữ Union de la Presse Francophone trao tặng.
Cũng trong năm 2003, Le Rénovateur đã xuất bản những câu chuyện về làm việc trong các cửa hàng may mặc, kiểm duyệt phim vào đầu cuộc cách mạng xã hội chủ nghĩa, và những khó khăn của người đồng tính ở Viêng Chăn.
Le Rénovateur lúc đầu được Soumsanouk Mixay tạo ra và về sau trao lại cho Savankhone Razmountry tiếp quản vào năm 2003. 